# 土曜元気市
『土曜元気市』（どようげんきいち）は、1997年4月5日から1999年3月13日までNHK総合テレビジョンで放送された情報番組である。

## 概要
食と健康に関する情報を分かりやすく伝えた生放送番組である。健康コーナーの「元気の常識・非常識」（1997年度）→「栗山英樹の元気道場」（1998年度）、および『きょうの料理』から引き継いだ「男の食彩」の2コーナーで構成された。
1999年度からは『土曜ほっとワイド』内で放送。

## 放送時間
いずれも日本標準時。
- 1997年4月5日：土曜日 13:51 - 14:31 ※初回は、この時間に放送。
- 1997年4月12日 - 1998年3月14日：土曜日 10:05 - 10:59
- 1998年4月11日 - 1999年3月13日：土曜日 10:30 - 11:19

## 司会
1997年度
- 葛西聖司
- 松本紀保

1998年度
- 栗山英樹
- 上田早苗